# Ad-Damazin
Ad-Damazin is een stad in Soedan en is de hoofdplaats van de staat An-Nil-al-Azraq.
Ad-Damazin telt naar schatting 165.000 inwoners.